# Ichtyosauři
Ichtyosauři ("rybí ještěři") nebo česky ryboještěři byli skupinou značně přizpůsobených vodních plazů, kteří žili v mořích a oceánech po většinu druhohorní éry (asi před 250 až 90 miliony let). Některé objevy naznačují, že tito mořští plazi žili už nejpozději 2 miliony let po hromadném vymírání na přelomu permu a triasu (před 252 miliony let) a mohli tak vzniknout už v období permu (na konci prvohorní éry). Dosud se přitom předpokládalo, že se vyvinuli až počátkem triasu.
Jejich charakteristickým znakem byl hydrodynamický tvar těla, značně podobný dnešním delfínům a většině ryb. Díky tomu byli ryboještěři rychlými a obratnými plavci, dokázali se pohybovat rychlostí až kolem 40 km/h. Evoluce této skupiny mořských plazů byla velmi rychlá až překotná - jejich biodiverzita byla od začátku značně vysoká.

## Popis
Jejich velikost kolísala mezi drobnými formami o délce několika decimetrů až k obřím formám velikosti dnešních velryb (např. Shonisaurus, délka 17 až 23 m). V roce 2018 byla zveřejněna studie o obří čelisti ichtyosaura objevené v Anglii, na jejímž základě bylo určeno, že tito obří jedinci dosahovali délky až kolem 26 metrů. Fosilie obřích ichtyosaurů s tělesnou délkou přes 20 metrů byly objeveny také ve švýcarských Alpách a pocházejí až ze samotného konce triasového období (zhruba před 210 až 201 miliony let). V roce 2024 byl formálně popsán druh Ichthyotitan severnensis, který je s délkou kolem 25 metrů a odhadovanou hmotností až kolem 114 tun největším známým mořským plazem všech dob.
Moderní výzkum histologie a anatomie ichtyosauřích obratlů ukazuje, že jejich tvarová variabilita byla velká, a že také rychlost jejich růstu byla velmi vysoká. Některé výzkumy naznačují, že tito mořští plazi mohli být homoiotermní (udržovali si tedy stálou tělesnou teplotu).
Přinejmenším některé rody ichtyosaurů (např. Mixosaurus) měly již v období triasu prokazatelně vyvinutou hřbetní ploutev, která jim sloužila při manévrování pod vodou.

## Historie objevů
Fosilie těchto pravěkých tvorů byly objeveny nejpozději již v roce 1699 ve Walesu, vědecky rozpoznány však byly až počátkem 19. století. První kompletní kostru ichtyosaura odkryla britská amatérská sběratelka fosílií Mary Anningová v roce 1811. Fosilie ichtyosaurů byly objeveny na mnoha místech světa, včetně například Indie. Ukazuje se také, že v rámci popsaných druhů existuje velká míra variability a tvarové rozmanitosti jednotlivých kosterních elementů (například u kostry zadních končetin), proto je třeba být opatrný při stanovování nových druhů. Biodiverzita skupiny mohla být ve skutečnosti poněkud menší.
Původní objev první kompletní kostry, objevený Mary Anningovou roku 1818 v Lyme Regis a představený vědecké veřejnosti v roce 1819 Everardem Homem, nazvaný "Proteo-saurus", byl zničen roku 1941 při německém bombardování Londýna v průběhu Druhé světové války. V roce 2022 ale byly oznámeny objevy dvou replik původních fosilií, a to v USA a Německu.
Fosilie jurských zástupců této skupiny mořských plazů byly objeveny také na území Antarktidy.
Výzkum skvěle dochovaných exemplářů ichtyosaurů umožnil detailní rekonstrukci jejich anatomie a fyziologie, a to včetně vytvoření velmi přesných modelů těchto vyhynulých vodních plazů.

## Paleobiologie
Ve fosilní kosti zhruba 183 milionů let starého ichtyosaura byly údajně objeveny biomolekuly typu cholesterolu a kolagenu. Výzkumy také ukázaly, že ichtyosauři často procházeli tělesným zraněním rozpoznatelným na jejich fosilní kostře, přičemž tyto paleopatologie jsou nejčastěji objevovány u jurských druhů. V roce 2018 byl oznámen objev několika raně jurských ichtyosauřích embryí v anglickém Yorkshiru. Ukazuje se také, že ocasní ploutev ichtyosaurů mohla být ve skutečnosti mnohem výraznější, než jak byla dosud na paleo-rekonstrukcích zobrazována. Nevyřešenou otázkou zůstává, jak se tito mořští plazi zbavovali přebytečné soli v těle. Pravděpodobně měli k tomuto účelu vyvinuty speciální vnitřní tělní orgány (solné žlázy). Výzkum patologií na fosilních kostech 41 jedinců rodu Temnodontosaurus ukázal, že tito draví ichtyosauři zřejmě často zápasili a způsobovali si při vnitrodruhových soubojích četná zranění na lebce, hrudním koši apod.
Velcí ichtyosauři byli nepochybně megakarnivory, tedy obřími predátory, schopnými ulovit a pozřít velkou kořist. Dokládá to napřáklad objev fosilie 5 metrů dlouhého ryboještěra rodu Guizhouichthyosaurus, který má ve své břišní dutině pozřené tělo čtyři metry dlouhého thalattosaura. Některé druhy vykazují pravděpodobný přechod k hyperkarnivorii, jak ukazují například objevy fosilií z Kanady.
Vzácně se dochovaly také původní "měkké tkáně" ichtyosaurů, které pomáhají vědcům vytvořit přesnější představu o vzhledu těchto druhohorních mořských plazů.
Paleontologové objevili také množství fosilních exemplářů samic v době rození mláďat. Nekladly tedy vejce, ale rodily živá mláďata přímo do vody.
V roce 2024 byl popsán patrně první případ dochovaných otisků textury a zároveň vnitřní struktury kůže u raně jurského ichtyosaura, objeveného na území Lucemburska.

## Taxonomie
- Nadřád Ichthyopterygia
  - Čeleď Grippidae
    - Chaohusaurus[33]
    - Grippia

  - Čeleď Utatsusauridae
    - Utatsusaurus

  - Řád ICHTHYOSAURIA
  - Cymbospondylus
  - Čeleď Mixosauridae
    - Mixosaurus

  - Podřád Merriamosauriformes
    - Guanlingsaurus

  - (nezařazen) Merriamosauria
  - Infrařád Shastasauria
    - Čeleď Shastasauridae
      - Shastasaurus
      - Shonisaurus
      - Himalayasaurus
      - Tibetosaurus

  - Infrařád Ichthyosauria (=Euichthyosauruia)
    - Čeleď Ichthyosauridae
      - Ichthyosaurus

    - Čeleď Leptopterygiidae
      - Leptonectes
      - Eurhinosaurus
      - Excalibosaurus

    - Čeleď Temnodontosauridae
      - Temnodontosaurus[34][35]

    - Čeleď Ophthalmosauridae
      - Aegirosaurus
      - Argovisaurus[36]
      - Brachypterygius
      - Caypullisaurus
      - Nannopterygius
      - Ophthalmosaurus
      - Platypterygius[37]
      - Leninia

    - Čeleď Stenopterygiidae
      - Stenopterygius[38]
      -  ?Chacaicosaurus

    - Čeleď Teretocnemidae
      - Californosaurus
      - Qianichthyosaurus
      - Teretocnemus

    - Čeleď Suevoleviathanidae
      - Suevoleviathan

  - Infrařád Parvipelvia
    - Hudsonelpidia
    - Macgowania